# Zandhagedis
De zandhagedis, ook wel duinhagedis (Lacerta agilis), is een hagedis uit de familie echte hagedissen (Lacertidae).
Vanwege het grote verspreidingsgebied in Europa en delen van Azië is het een bekende soort, die ook in gematigde gebieden zoals België en Nederland voorkomt. Het is een bodembewoner die tussen de vegetatie zoekt naar voedsel. Op het menu staan kleine ongewervelden zoals insecten.
Het mannetje van de zandhagedis is te herkennen aan de groene kleur, terwijl de meeste Europese hagedissen een overwegend bruine kleur hebben. De zandhagedis is een middelgrote soort; hij heeft een wat forser gebouwd lichaam en grotere kop dan verwante soorten.
De hagedis behoort tot het geslacht van de halsbandhagedissen (Lacerta) waarvan de soorten wel worden aangeduid met smaragdhagedissen.

## Verspreiding en habitat
De zandhagedis is een palearctische soort die voorkomt in grote delen van Europa en het verspreidingsgebied strekt zich oostwaarts uit tot diep in Azië. De zandhagedis ontbreekt binnen Europa alleen in het noorden van Scandinavië en in Ierland, daarnaast komt de soort evenmin voor rond de Middellandse Zee. De soort ontbreekt op het Iberisch Schiereiland (Spanje en Portugal), uiterst westelijk Europa en Italië. In Italië komen wel enkele populaties voor maar deze zijn uitgezet of ontsnapt en worden beschouwd als exoot.
In Azië is het verspreidingsgebied beperkt tot een smalle zoom van Rusland tot China. De zandhagedis komt voor in de landen: Albanië, Armenië, Azerbeidzjan, België, Bosnië en Herzegovina, Bulgarije, China, Denemarken, Duitsland, Estland, Frankrijk, Georgië, Griekenland, Groot-Brittannië (Engeland), Hongarije, Italië, Kazachstan, Kirgizië, Kroatië, Letland, Litouwen, Luxemburg, Macedonië, Moldavië, Mongolië, Nederland, Noorwegen, Oekraïne, Oostenrijk, Polen, Roemenië, Rusland, Servië, Tsjechië, Turkije, Wit-Rusland, Zweden en Zwitserland.

### Habitat
De zandhagedis is een bodembewonende hagedis die ook wel kan klimmen. De habitat bestaat in het grootste deel van het areaal uit open gebieden met een lage vegetatie, veelal op zanderige en zonbeschenen plekken als open plekken in het bos, zandverstuivingen en heidevelden.
Ook kunstmatige elementen als spoordijken zijn vanwege de spaarzame begroeiing en de hoge ligging een geschikt biotoop. De ideale biotoop van de zandhagedis is een licht verruigde oude heide met wat reliëf. Deze biotoop blijkt erg geschikt door de beschutting tegen predatie en wind. De beschutting tegen wind is belangrijk voor de thermoregulatie. Verder naar het zuiden in het verspreidingsgebied is de zandhagedis in meer uiteenlopende biotopen en op steeds grotere hoogte te vinden. Zowel in laaglanden als in meer bergachtige streken waar de soort tot een hoogte van 3500 meter boven zeeniveau kan worden aangetroffen.

### In Nederland en België
De zandhagedis komt in Nederland vooral voor op hoger gelegen zandgronden, zoals de kustduinen en de hoger gelegen Veluwe. Ook stuwwallen en rivierduinen zijn biotopen van de hagedis. Op de Waddeneilanden Texel en Ameland komt de hagedis niet voor. De soort is wel bekend van Schiermonnikoog maar is hier uitgestorven.
In België komt de soort enkel voor in Wallonië in de omgeving van Lotharingen langs droge kalkhellingen, steengroeven en spoorwegbermen.
In Nederland komt de zandhagedis veel voor op de Veluwe, hij gaat er wel achteruit door verbossing en grootschalig heidebeheer (plaggen). Op de Utrechtse Heuvelrug is de soort heel sterk achteruitgegaan. Een kleine populatie leeft nog op de Limitische Heide in het Gooi, er wordt geprobeerd de populatie verder uit te breiden naar andere Gooise heidegebieden. In het duingebied gaat de stand van zandhagedis vooruit, mogelijk door de hoge temperaturen van het laatste decennium. Er zijn nog enkele andere zwaartepunten in de verspreiding, zie daarvoor de externe link met waarnemingskaart. Om de zandhagedis en andere reptielen te beschermen zijn specifieke beheersmaatregelen nodig.
In Nederland leeft ook de levendbarende hagedis, deze prefereert vochtigere omstandigheden en een wat lagere temperatuur. In gebieden waar beide soorten voorkomen zijn ze toch zelden dicht bij elkaar in de buurt te vinden, waarschijnlijk omdat de zandhagedis predeert op jonge levendbarende hagedissen. Door verdroging en biotoopverlies gaat de stand van levendbarende hagedis achteruit, terwijl de stand van de zandhagedis vrij stabiel is.

## Uiterlijke kenmerken

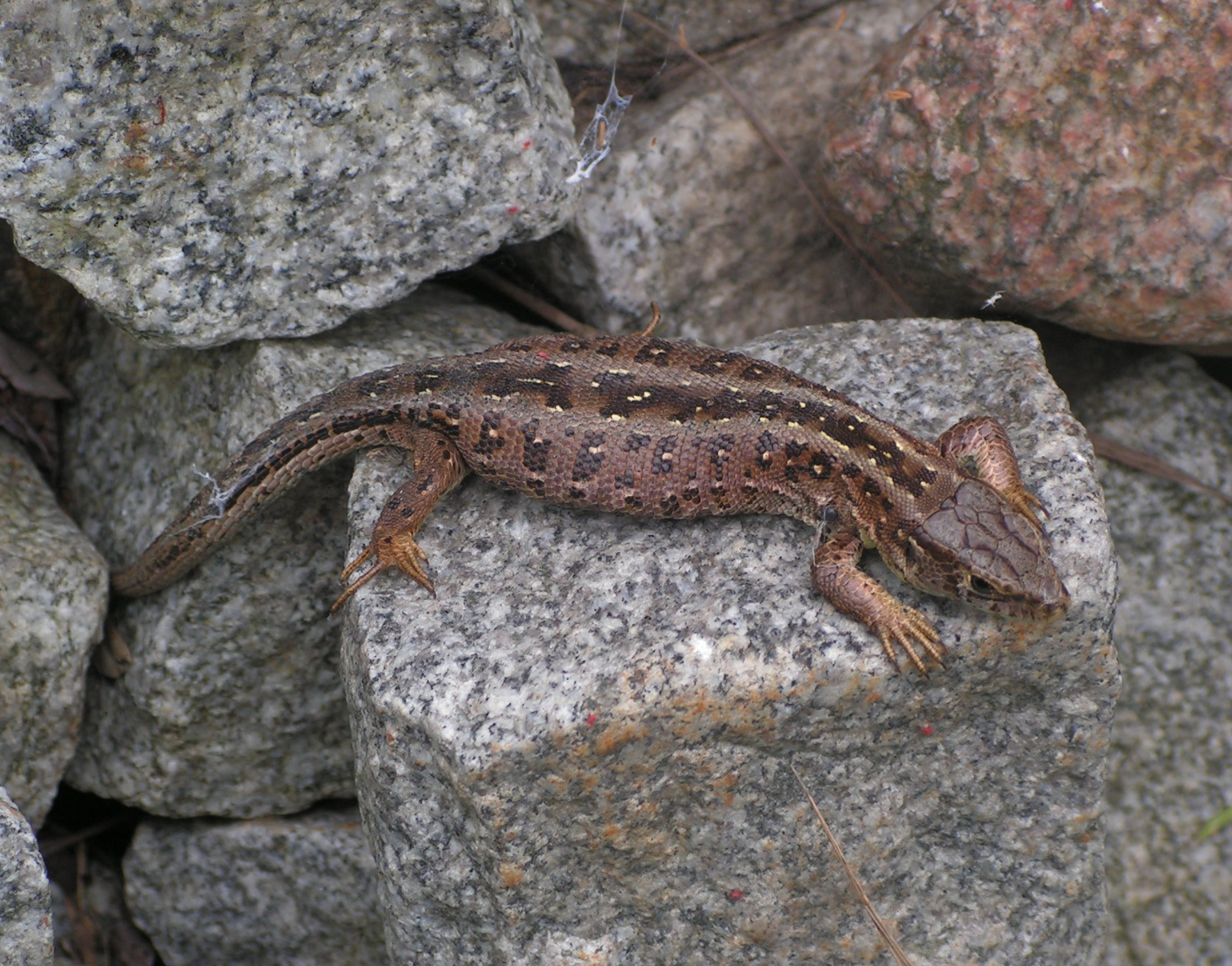
Vrouwtje

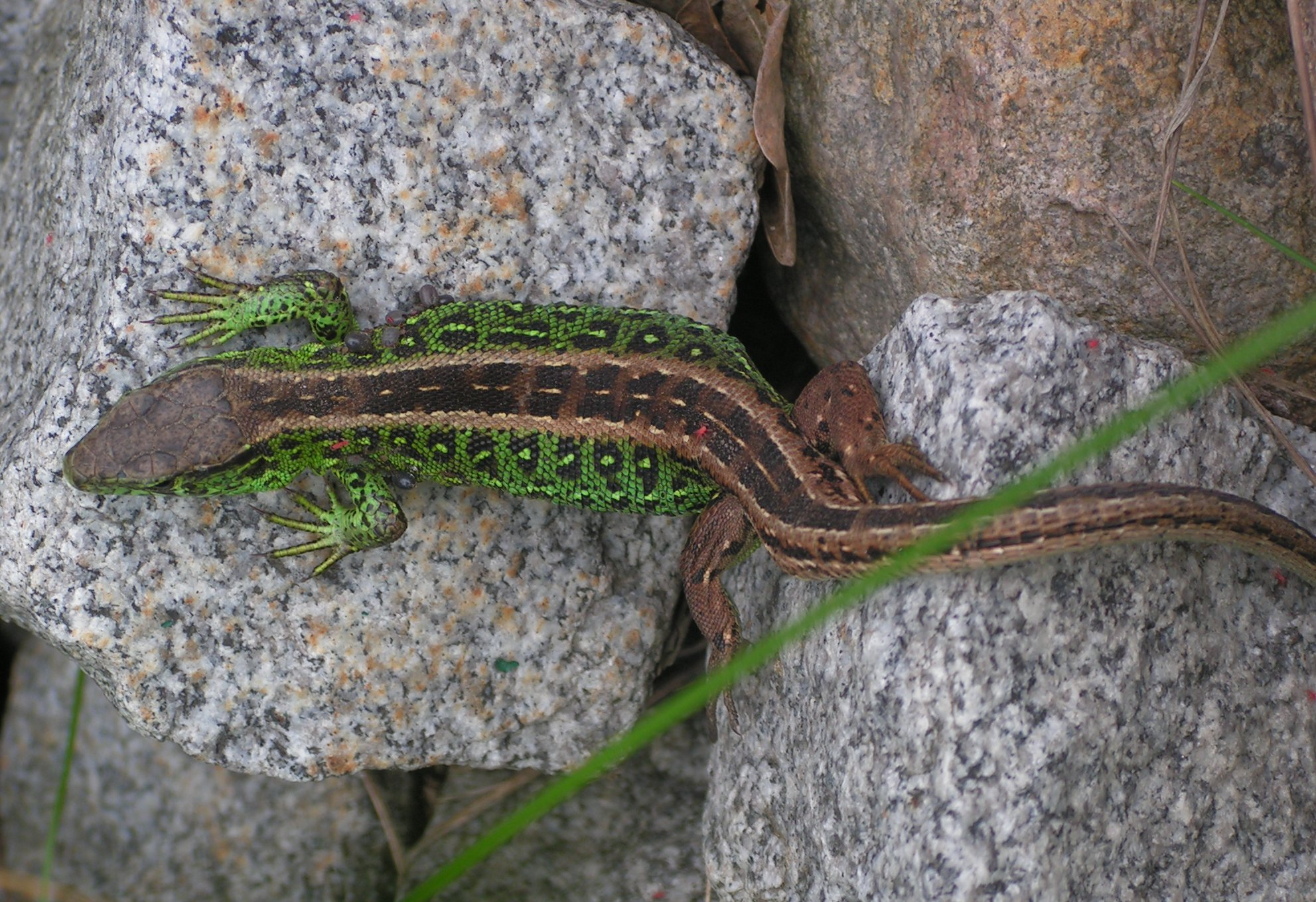
Mannetje

De lengte van een zandhagedis is ongeveer 18/20 cm, vrouwtjes zijn gemiddeld wat kleiner. Ze bereiken wel een iets grotere kop-romplengte dan de mannetjes, maar de mannetjes hebben een relatief langere staart. De soort heeft een relatief forsgebouwde kop en stompe snuit.
Het vrouwtje heeft donkerbruine flanken met een rij lichte, donker omrandde vlekjes en een lichtbruine rug. De bovenzijde van de rug draagt aan weerszijden vaak twee lichtbruine lengtestrepen met in het midden een donkere, gevlekte streep, de strepen lopen van de bovenzijde van de kop tot op de staart. Mannetjes hebben groene tot donkergroene flanken en buik. In de paartijd kleuren de flanken en buikzijde van de man groengeel tot helder groen en op de zijkanten van de rug is vaak aan iedere kant een rij gele vlekjes aanwezig die tot aan de staart doorloopt. Buiten de paartijd is het lastiger om mannetjes en vrouwtjes te onderscheiden. Mannetjes hebben een fijnere tekening en een grovere en bredere kop. Het verschil is aan de onderzijde ook te zien, de mannetjes hebben vergrote femoraalporiën aan de onderzijde van de achterpoten onder de heupen en een verdikking bij de cloaca. De femoraal poriën spelen een rol in de communicatie, ze produceren geurstoffen zodat mannetjes en vrouwtjes elkaar op kunnen sporen in de voortplantingstijd.
Juvenielen hebben altijd een bruine kleur met aan de bovenzijde lichte lengtestrepen en ook tussen de poten aan de onderzijde van iedere flank is een lichtere streep gelegen. De jonge zandhagedissen lijken meer op vrouwtjes dan op mannetjes, en zijn makkelijk te herkennen aan de vele kleine, donkere vlekjes die een lichtere rand hebben en lijken op oogvlekjes. De juvenielen krijgen pas na drie jaar hun volwassen kleed, maar dergelijke dieren zijn nog niet altijd geslachtsrijp.
Er zijn verschillende ondersoorten en variëteiten die er iets anders uitzien, de variëteit erythronota heeft bijvoorbeeld een felrode bovenzijde van de rug in de paartijd. De ondersoorten zijn vaak alleen te onderscheiden door een iets afwijkende schubbenstructuur aan de kop, een andere tekening of een afwijkend verspreidingsgebied.
De zandhagedis is niet altijd makkelijk te onderscheiden van de fijner gebouwde levendbarende hagedis (Zootoca vivipara). Juvenielen van de levendbarende hagedis zijn te herkennen aan de zwarte staart en het ontbreken van de oogstippen op de flanken. De kop van de levendbarende hagedis is ook wat platter. Vaak worden onvolwassen zandhagedissen aangezien voor levendbarende hagedissen.

### Onderscheid met andere soorten
De zandhagedis is in Nederland en België alleen te verwarren met de levendbarende hagedis (Zootoca vivipara) en de muurhagedis (Podarcis muralis). Beide soorten hebben meestal een bruine kleur, maar zowel de levendbarende als de muurhagedis kunnen ook groene kleuren vertonen, met name in de paartijd waardoor ze moeilijker te onderscheiden zijn. Ook komen bij de zandhagedis soms geheel bruine exemplaren voor. De zandhagedis is het best te onderscheiden aan de kop, die breder en meer afgerond en stomp is dan de kop van beide andere soorten. Ook is het lichaam forser gebouwd en zijn de schubben aan de bovenzijde smaller en voorzien van een duidelijke kiel in vergelijking met de schubben op de flanken. Bij de levendbarende hagedis hebben alle schubben ongeveer dezelfde vorm.

## Levenswijze

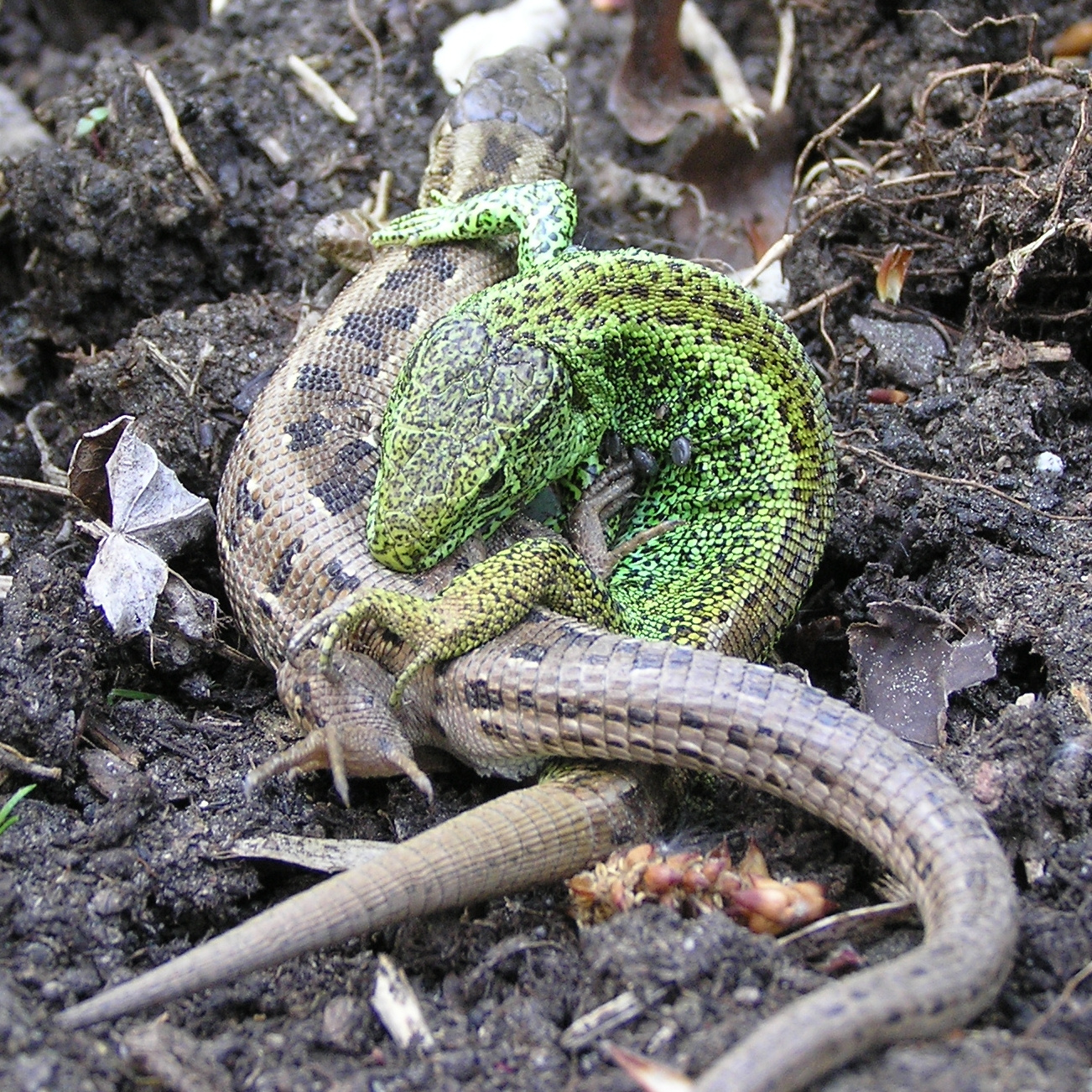
Paring, het mannetje is groen

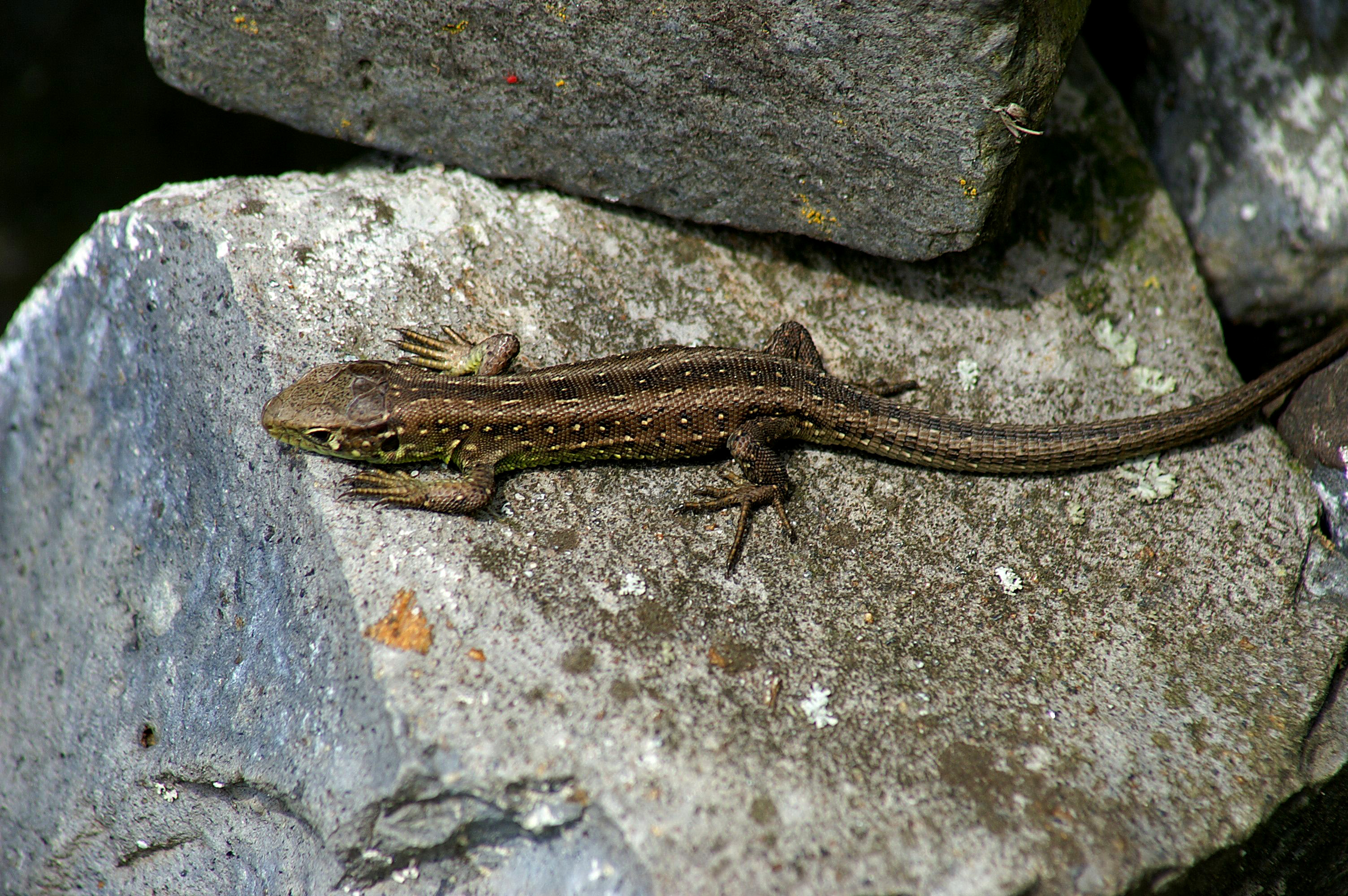
Juveniel

's Nachts en bij koel of vochtig weer schuilt de hagedis in een holletje, onder objecten of in spleten tussen stenen. De zandhagedis is alleen bij zonnig weer actief en is dan erg vraatzuchtig en jaagt op alles wat beweegt en in de bek past, het voedsel bestaat uit insecten en andere kleine ongewervelden. Als de temperatuur midden op de dag te veel oploopt trekt de zandhagedis zich weer terug in zijn hol.
De zandhagedis wordt soms in hoge dichtheid aangetroffen, maar de dieren leven solitair in een eigen territorium, waarbij het hol wordt beschermd.

### Voortplanting
Aan het eind van de winter ontwaakt de zandhagedis uit zijn winterslaap en krijgt na twee vervellingen zijn baltskleuren, althans de mannetjes. Vrouwtjes laten zich in de regel pas in het vierde of vijfde levensjaar bevruchten. Deze verdedigen hun territorium fel tegen andere mannetjes waarbij de jongere mannetjes het vaak afleggen tegen oudere exemplaren en een confrontatie zullen vermijden. De jongere mannetjes zijn hierdoor minder honkvast dan de oudere mannetjes. Bij een gevecht tussen twee mannetjes draaien de hagedissen om elkaar heen en waarbij zo veel mogelijk de groene lichaamsdelen worden getoond. Soms komt het tot een bijtpartij, waarbij gemikt wordt op de kop. Als een mannetje de kop van een rivaal tussen de kaken geklemd heeft wordt deze heen- en weer geschud wat zich een aantal keer kan herhalen tot een van de twee de strijd opgeeft. De verliezer zal hierbij met de voorpoten op de bodem 'trappelen' wat een teken van onderdanigheid is en het gevecht beëindigd.
De mannetjes gedragen zich nogal wellustig tegen vrouwelijke soortgenoten en nemen een imponeerhouding aan bij een confrontatie. Als een vrouwtje nog niet, of niet meer paringsbereid is, zal ze het mannetje van zich af moeten bijten. Als ze wel paringsbereid is zal ze met haar staart kronkelen en met de voorpoten op de bodem trappelen. De paring heeft wel wat weg van een gevecht, het mannetje bijt het vrouwtje in de flanken en kromt zijn lichaam zó dat de cloaca's van de dieren in contact kunnen komen. Omdat een hagedis een dubbele penis heeft (hemipenis) kan via beide zijden contact worden gemaakt, de lange staart zit bij hagedissen en andere reptielen namelijk in de weg. De paring kan enige minuten duren en er kunnen meerdere pogingen worden ondernomen. Na de paring blijft het mannetje een aantal dagen bij het vrouwtje om te voorkomen dat zij met meerdere mannetjes paart. Na een tijdje verlaat het mannetje zijn partner en gaat op zoek naar andere vrouwtjes. Omdat een vrouwtje ongeveer negen dagen paringsbereid is paart zij vaak met meerdere mannetjes en is het nageslacht het resultaat van meerdere paringen. Het paren met meerdere mannetjes vergroot de overlevingskansen van de eieren.
Rond de paartijd die van half april tot half mei duurt worden veel mannetjes waargenomen die op zoek zijn naar vrouwtjes. De vrouwtjes zijn met name te zien rond eind mei en begin juni, als ze op zoek gaan naar een geschikte plek om de eitjes af te zetten. Andere reptielen die in meer gematigde streken leven, zoals de adder en de ringslang, hebben aanpassingen om zich voort te planten in relatief koele gebieden, de adder broedt de eitjes in het lichaam uit door actief te zonnen (eierlevendbarendheid) en de ringslang gebruikt composthopen als broedstoof.
Het ei van de zandhagedis is wit van kleur en ovaal rond van vorm, de afmetingen zijn ongeveer 13 bij 9 millimeter. De eitjes hebben een perkamentachtige schaal, ze worden begraven in zelfgegraven holletjes op zanderige zonbeschenen plaatsen op een diepte van vijf tot tien centimeter. Per legsel worden vijf tot vijftien eitjes afgezet. Verwarming van het zand door de zon zorgt voor de benodigde broedtemperatuur, de ontwikkelingsduur van de eitjes is daar sterk afhankelijk van. Als ze tussen 21 tot 24 graden ligt komen de eitjes na twee maanden uit, is de temperatuur lager dan duurt het tot drie maanden. De juvenielen kruipen rond augustus uit het ei en zijn dan ongeveer 5 tot 6 centimeter lang inclusief staart, ze zijn direct zelfstandig. De jonge dieren vervellen vaker dan oudere exemplaren. Ze gaan ook later in winterslaap dan volwassen dieren zodat ze langer voedsel kunnen verzamelen en hun reserves kunnen vergroten.
De zandhagedis kan in het wild een leeftijd van ongeveer tien jaar bereiken, in Nederland is ooit een mannetje gevonden met een leeftijd van 12 jaar, maar dergelijke uitschieters zijn zeldzaam. De levensverwachting van vrouwtjes is gemiddeld hoger dan die van een mannetje.

### Voedsel

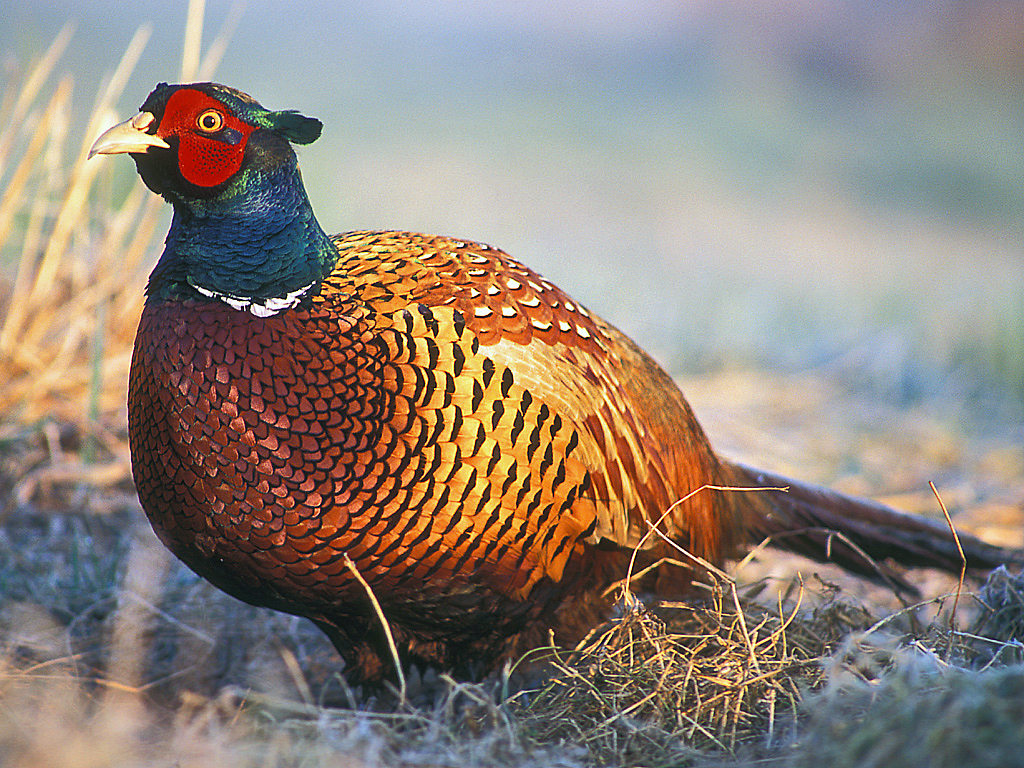
De fazant (Phasianus colchicus, hier een mannetje) is een belangrijke natuurlijke vijand

De zandhagedis is een insecteneter die leeft van kleine ongewervelden. Het voedselpatroon is afhankelijk van de beschikbaarheid van prooidieren, wat samenhangt met het vegetatietype, en het jaargetijde. Prooien die veel gegeten worden zijn spinnen, sprinkhanen, kevers, vliegen, cicaden, wantsen, vlinders en insectenlarven zoals rupsen. Ook verschillende geleedpotigen die door andere insecteneters gemeden worden staan op het menu, hoewel ze een klein deel van de totale voedselopname innemen. Voorbeelden zijn bijtende en stekende insecten zoals mieren, bijen, wespen en soorten die bekendstaan als onsmakelijk zoals vuurwantsen en lieveheersbeestjes. Ook sterk bepantserde geleedpotigen zoals pissebedden en loopkevers worden weleens gegeten.

### Vijanden
De voornaamste vijanden van de zandhagedis zijn verschillende soorten vogels. Het betreft soorten uit verschillende groepen, zoals fazanten, reigers, ganzen, klauwieren, uilen, kraaien en een aantal roofvogels, voorbeelden zijn de buizerd en de torenvalk. Verder zijn rovende zoogdieren als de egel, de marter en de huiskat bekende vijanden van hagedissen evenals de vos, die ook de eitjes opgraaft. Ook de mol eet de eieren van de hagedis als het dier de kans krijgt. De zandhagedis wordt daarnaast belaagd door andere reptielen zoals grotere hagedissen en verschillende slangen zoals de gladde slang (Coronella austriaca) en de adder (Vipera berus). Jonge dieren moeten ook uitkijken voor grotere soortgenoten, net als veel andere hagedissen is ook deze soort kannibalistisch. Juveniele exemplaren hebben omdat ze veel kleiner zijn vele vijanden en worden door van alles belaagd, zoals verschillende loopkevers (Carabidae), spitsmuizen en kikkers.

## Taxonomie

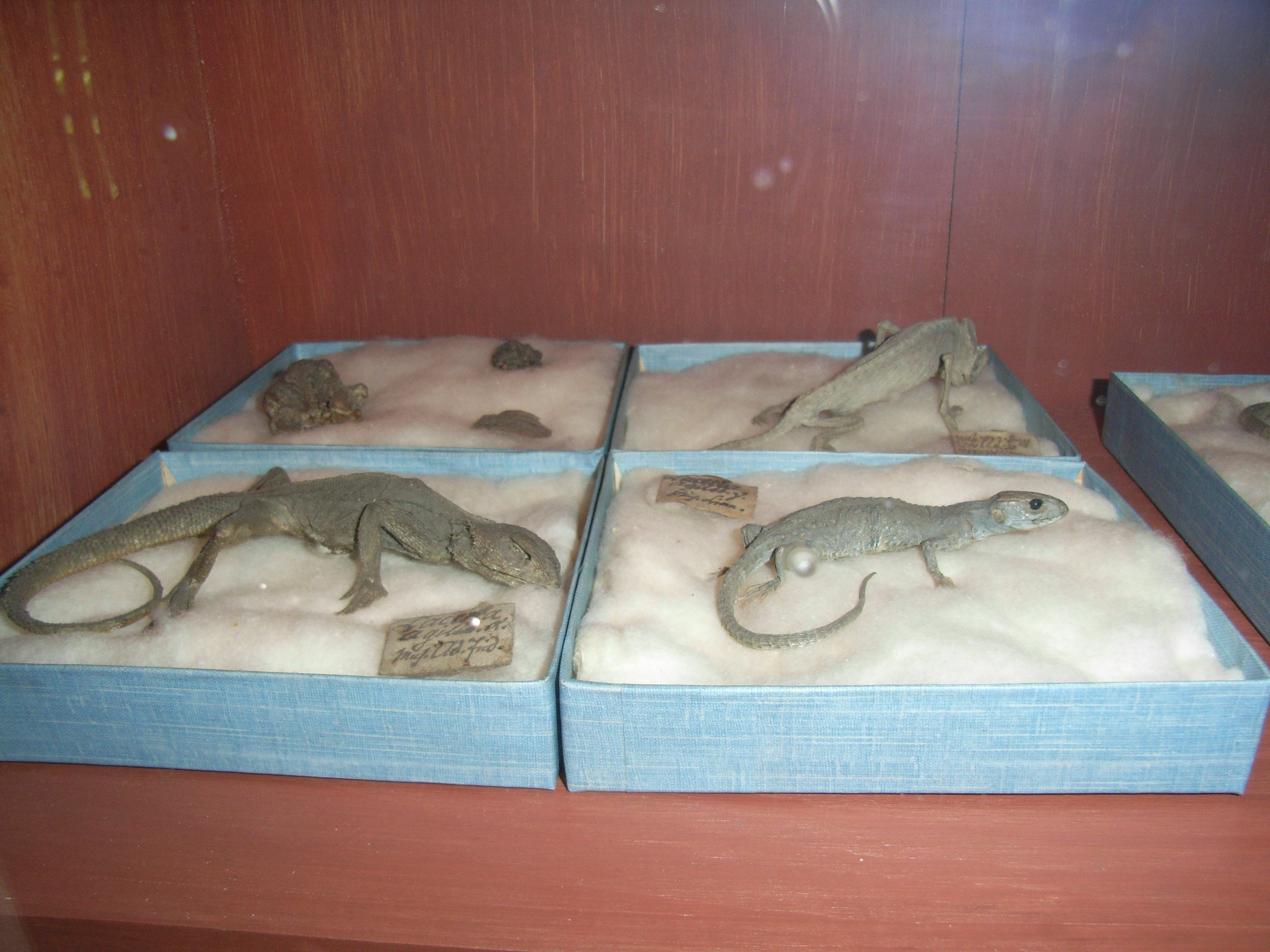
Door Carl Linnaeus beschreven zandhagedissen in een museum

De zandhagedis werd voor het eerst als soort beschreven in 1758 door Linnaeus onder de huidige naam Lacerta agilis. Later is de hagedis ook onder andere namen beschreven zoals Lacerta stirpium en Lacerta paradoxa, maar deze namen worden beschouwd als verouderd. Dergelijke namen worden wel synoniemen genoemd. De wetenschappelijke soortnaam agilis betekent vlug of lenig en verwijst naar de snelle manier van voortbewegen. De hagedis is echter lang niet zo snel als veel andere hagedissen.
De Nederlandse naam zandhagedis verwijst naar de voorkeur voor zandgronden, welke in Nederland vaak hoger gelegen zijn. In een deel van het areaal komt de zandhagedis ook in andere biotopen voor, maar in noordelijk gelegen landen als Nederland zijn alleen hogere zandgronden waar de zon de bodem goed verwarmd geschikt voor de ontwikkeling van de eitjes.

### Ondersoorten
Er worden tien ondersoorten erkend, inclusief de pas in 2008 beschreven Lacerta agilis mzymtensis.
De soort wordt vertegenwoordigd door de volgende ondersoorten, met de auteur en het verspreidingsgebied.
| Naam                        | Auteur                         | Verspreidingsgebied                                    |
| --------------------------- | ------------------------------ | ------------------------------------------------------ |
| Lacerta agilis agilis       | Linnaeus, 1758                 | Het grootste deel van het verspreidingsgebied          |
| Lacerta agilis argus        | Laurenti, 1768                 | ?                                                      |
| Lacerta agilis boemica      | Suchow, 1929                   | Rusland                                                |
| Lacerta agilis bosnica      | Schreiber, 1912                | Bosnië en Herzegovina, Bulgarije, Griekenland, Kroatië |
| Lacerta agilis brevicaudata | Peters, 1958                   | Armenië, Georgië, Turkije                              |
| Lacerta agilis chersonensis | Andrzejowski, 1832             | Roemenië                                               |
| Lacerta agilis exigua       | Eichwald, 1831                 | Kirgizië                                               |
| Lacerta agilis grusinica    | Peters, 1960                   | Georgië, Turkije                                       |
| Lacerta agilis ioriensis    | Peters & Muskhelischwili, 1968 | Georgië                                                |
| Lacerta agilis mzymtensis   | Tuniyev & Tuniyev, 2008        | Rusland                                                |

## Afbeeldingen

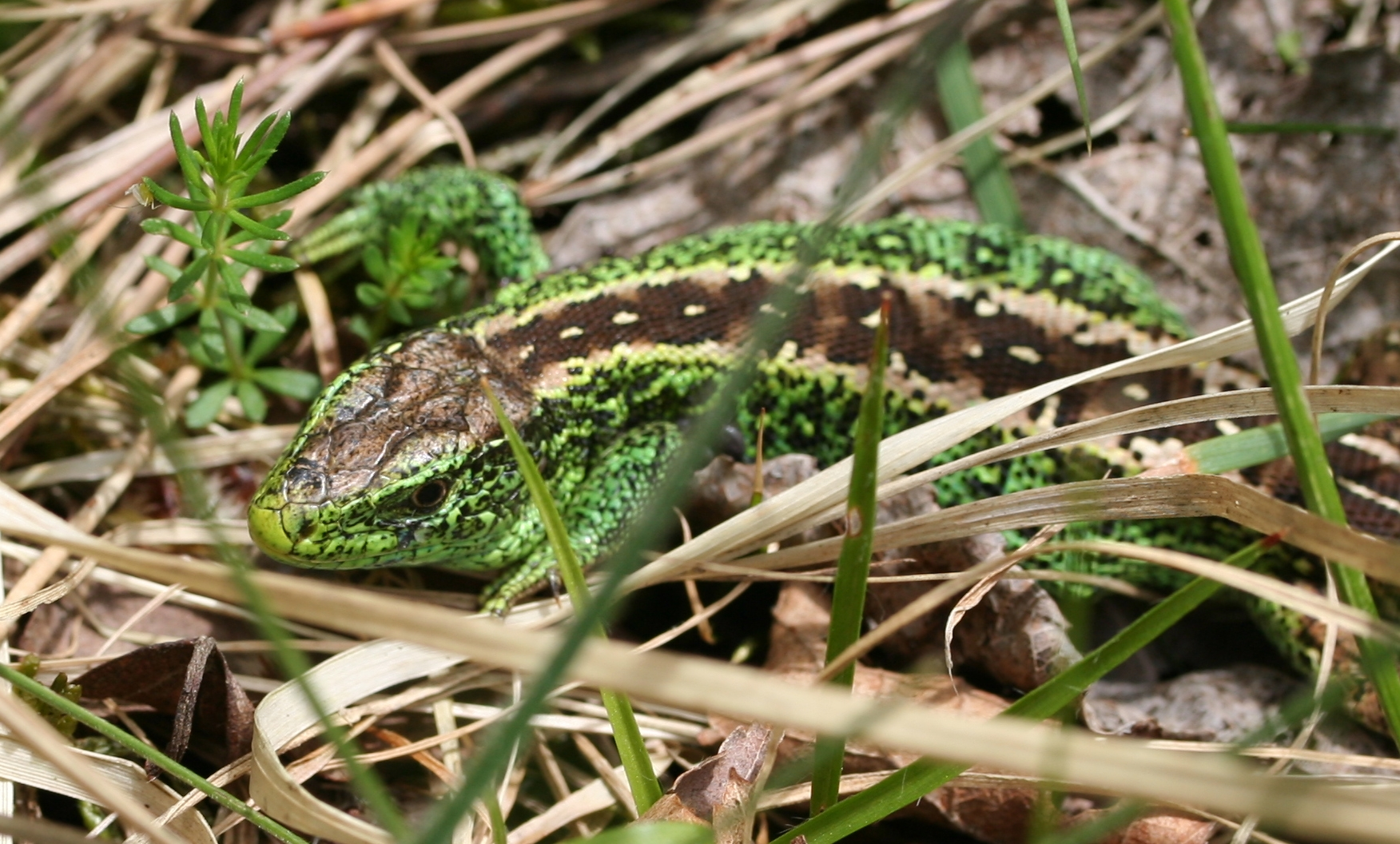
Mannetje
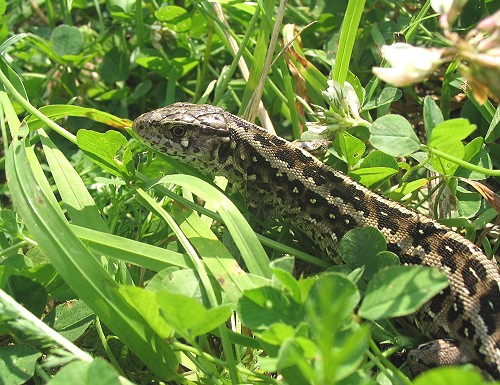
Vrouwtje
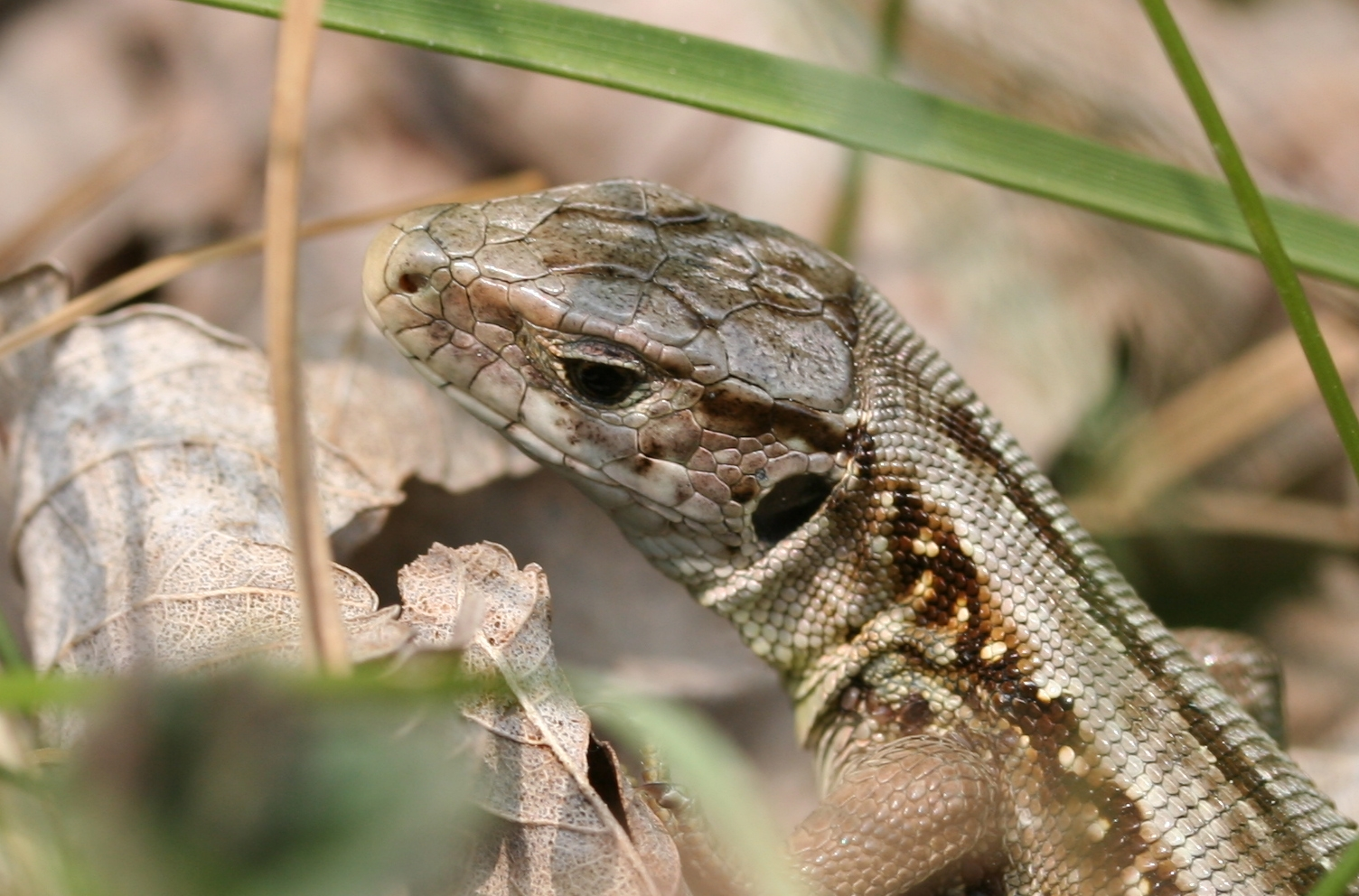
Close-up vrouwtje
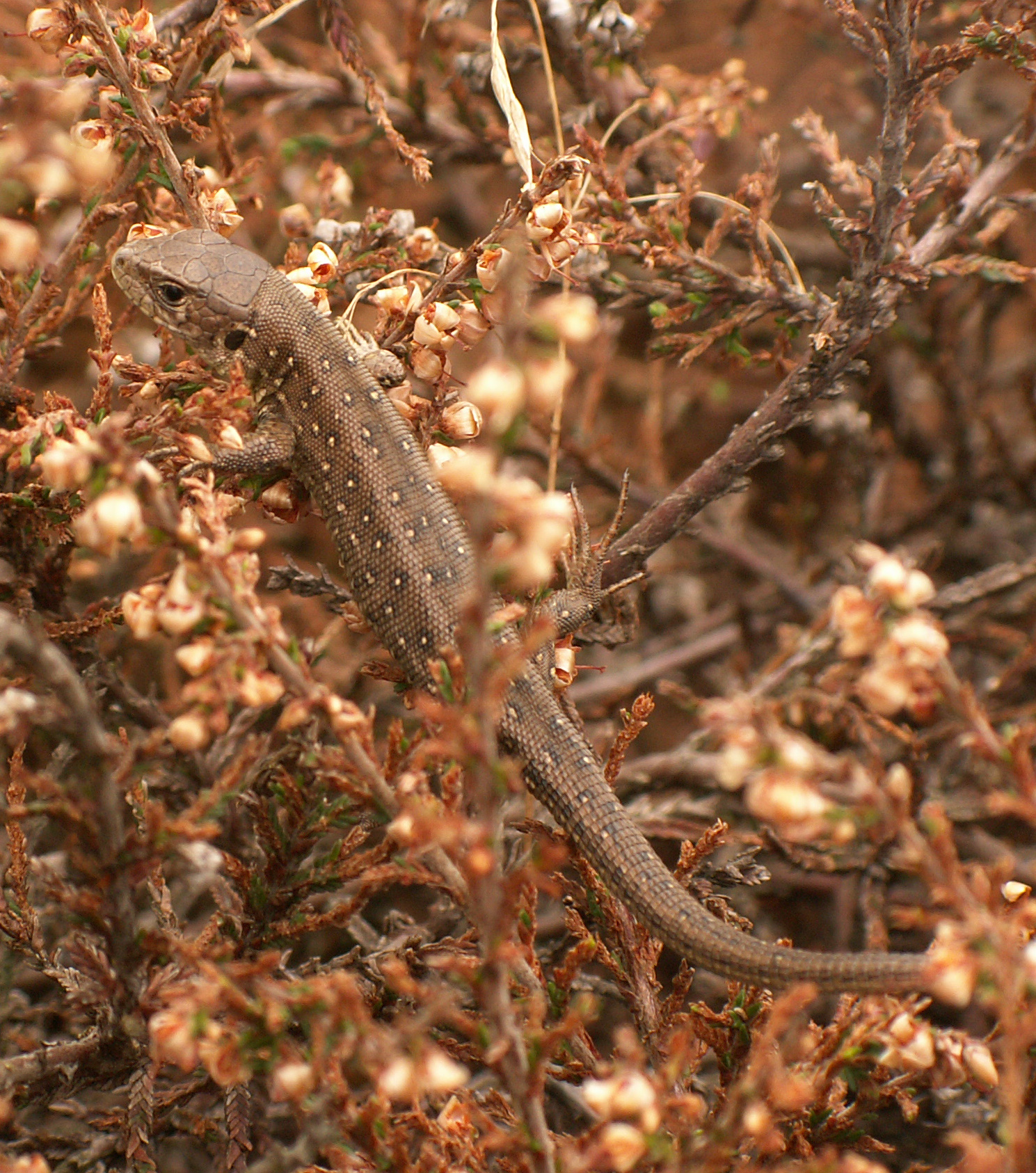
Juveniel met typische stipjes

### Afbeeldingen
- Foto's van zandhagedissen gemaakt in de duinen in Nederland.
- Foto's van de zandhagedis. De meeste zijn genomen in Nationaal Park De Meinweg in de provincie Limburg.